# Kurzegebirge
Das Kurzegebirge (in Norwegen mit den Holtedahl Peaks als Holtedahlfjella bezeichnet) ist ein Gebirge aus hauptsächlich unvereisten Felsengipfeln und Bergrücken im ostantarktischen Königin-Maud-Land. Als Teil der Orvinfjella erstreckt es sich über eine Länge von 32 km und eine Breite von 10 km zwischen den Drygalskibergen im Westen sowie dem Gagarin- und dem Conradgebirge im Osten.
Entdeckt und mittels Luftaufnahmen kartiert wurde das Gebirge von Teilnehmern der Deutschen Antarktischen Expedition 1938/39 unter der Leitung Alfred Ritschers. Ritscher benannte es nach Vizeadmiral Friedrich-Wilhelm Kurze (1891–1945), Chef der nautischen Abteilung des Oberkommandos der Kriegsmarine.